# Дрексель, Энтони Джозеф
Энтони Джозеф Дрексель (англ. Anthony Joseph Drexel; 13 сентября 1826, Филадельфия, Пенсильвания, США — 30 июня 1893, Карлсбад, Австро-Венгрия) — американский банкир, финансист и филантроп, который сыграл ключевую роль в становлении современной глобальной финансовой системы после американской гражданской войны. Как старший партнер компании «Drexel & Co.» из Филадельфии, в 1871 году в Нью-Йорке он основал компанию «Drexel, Morgan & Co» (позже «J.P. Morgan & Co.»), как младший партнер. Дрексель является основателем Дрексельского университета (1891). Был первым президентом «Fairmount Park Art Association» (ныне «Association for Public Art»), первой частной американской организации, которая занималась внедрением искусства в городское планирование.

## Биография
Энтони Дрексель родился 13 сентября 1826 года в Филадельфии, штат Пенсильвания в семье Мартина Франсиса Дрекселя (1792—1863), американского банкира австрийского происхождения, который приехал в США в 1817 году, и Кэтрин Гоки (1795—1870). Его братья: Фрэнсис Энтони и Джозеф Уильям, тоже были банкирами. Кэтрин Мария Дрексель, святая римско-католической церкви, была племянницей Энтони. Он был женат на Элен Розет, с которой у Дрекселя было девять детей — пять дочерей и четыре сына, двое из них умерли в детстве.
В возрасте тринадцати лет Энтони Дрексель начал работать в банке, основанном за три года до того его отцом. В 1847 году Энтони стал служащим «Drexel & Company», компании-предшественнице «Drexel Burnham Lambert». После смерти отца в 1863 году, Энтони Дрексель закрыл чикагское отделения Drexel & Company» и превратил нью-йоркское отделение, «Read, Drexel & Co.», в новый банк «Drexel Winthrop». В 1867 году Энтони Дрексель и его партнеры Джон Гарджес и Юджин Винтроп, основали парижскую фирму «Drexel, Harjes & Co.», специально для работы с европейским рынком.
В 1871 году, по просьбе Джуниуса Спенсера Моргана, Энтони Дрексель стал наставником его сына, Джона Моргана, и они основали в Нью-Йорке новую компанию под названием «Drexel, Morgan & Co.» Основной целевой аудиторией новой банковской организации были в основном европейские предприниматели, которые хотели инвестировать в бизнес в Соединенных Штатах. Фирмы Энтони Дрекселя выступали для них в качестве агента.
В течение следующих двадцати лет это партнерство сыграло ведущую роль в финансировании строительства разветвленной сети американских железных дорог, а также оживления и стабилизации хаотического к тому времени, рынке ценных бумаг на Уолл-стрит.
Фирма Энтони Дрекселя практически создала рынок национального капитала для промышленных предприятий. Ранее подобный рынок существовал только для железных дорог и судоходных каналов. Для восстановления доверия инвесторов «Drexel Morgan» финансировала выплаты американской армии, когда Конгресс США отказался сделать это в 1877 году и помогла выпутаться из затруднительного положения правительства США во время паники 1895 года, спасла Нью-йоркскую фондовую биржу во время паники 1907 года.
С появлением «Drexel, Morgan & Co.» зарубежное партнерство «Drexel Harjes» превратилось во французский филиал международной банковской фирмы с офисами в Лондоне, Филадельфии, Нью-Йорке и Париже, которое впоследствии еще раз сменило название на «JP Morgan & Co.».
Энтони Дрексель умер от сердечного приступа 30 июня 1893 года в Карлсбаде, курортном городе в Богемии, которая была тогда частью Австро-Венгрии. Его тело перевезли на родину и похоронили в Филадельфии на кладбище Вудлендс.
После смерти Дрекселя банк «Drexel, Morgan & Co.» был переименован в «JP Morgan & Co.», и впоследствии превратился в «JPMorgan Chase & Co.» — один из крупнейших и старейших финансовых конгломератов мира. В 1901 году банк финансировал создание «United States Steel Corporation», корпорации, которая вобрала в себя предприятия Эндрю Карнеги и другие компании.